# Stéphane Gsell
Stéphane Gsell (* 7. Februar 1864 in Paris; † 1. Januar 1932 in Paris) war ein französischer Althistoriker und Archäologe.

## Leben
Stéphane Gsell entstammte einer Schweizer Protestantenfamilie. Er studierte an der École Normale Supérieure von 1883 bis 1886 und forschte von 1886 bis 1890 an der École française de Rome, wo er eine grundlegende Untersuchung über den römischen Kaiser Domitian verfasste. 1890 erhielt er einen Lehrauftrag an der École des Lettres in Algier. Im folgenden Jahr war er an Ausgrabungen in Tipasa beteiligt. Anschließend begleitete er von 1893 bis 1894 Henri Gaillot bei einer Expedition in die Gegend nördlich der Aurès-Berge. Ihre Erkenntnisse wurden in den Mélanges de l’École française de Rome veröffentlicht und geben Aufschluss über die Verbreitung des Donatismus in der Region. Von 1895 bis 1905 war Gsell Professor an der École d'Algier. 
Er war von 1901 bis 1932 Antiken-Inspektor für Algerien und publizierte 1901 seine grundlegende zweibändige Studie Monuments antiques d'Algérie, in der alle bekannten antiken Überreste in der Region aufgeführt werden. 1902 folgte sein Werk Atlas archéologique de l’Algérie, das er 1911 abschloss. Das Werk enthält 50 Karten und 500 Seiten Kommentar. Als Professor lehrte Gsell von 1912 bis 1932 am Collège de France Nordafrikanische Geschichte. In Paris begann er seine Histoire ancienne de l'Afrique du Nord. Das Werk erschien bis zu seinem Tod in acht Bänden, jedoch reicht es nur bis zum Ende des mauretanischen Königtums von Juba II. Im Jahr 1923 wurde er zum Mitglied der Académie des inscriptions et belles-lettres gewählt.
Gsell gilt als Pionier der französischen Erforschung des römischen Nordafrika. Seine Monographie über Domitian, die erstmals auch Münzen und Inschriften systematisch auswertete, legte den Grundstein der modernen Forschung über diesen Kaiser. Er leitete außerdem bedeutende Ausgrabungen eines etruskischen Friedhofs in Vulci.

## Schriften (Auswahl)
- Fouilles dans la nécropole de Vulci, exécutées et publiées aux frais du prince de Torlonia. 1891 (archive.org).
- Essai sur le règne de l’empereur Domitien. 1893 (archive.org).
- Musée de Philippeville. Paris 1898 (online)
- Fouilles de Bénian (Alamiliaria). Leroux, Paris 1899 (online)
- Les monuments antiques de l’Algérie. 2 Bände. Paris 1901 (Band 1, Band 2 online).
- Musée de Tébessa. Paris, 1902 (online)
- Atlas archéologique de l’Algérie. 1902 bis 1911.
- L’Algérie dans l’antiquité. Nouvelle édition. Jourdan, Algier 1903 (online)
- Histoire ancienne de l'Afrique du Nord. 8 Bände. 1913 bis 1929 (online)
- Inscriptions latines de l'Algérie. Band 1: Inscriptions de la proconsulaire. 1922 (Digitalisat).
- Promenades archéologiques aux environs d'Alger. 1926.